# زنبق لوئیزیانا
زنبق لوئیزیانا (نام علمی: Iris ser. Hexagonae) نام یک series از سرده زنبق است.